# Опитне поле
О́питне поле (каз. Опытное поле) — село у складі Глибоківського району Східноказахстанської області Казахстану. Адміністративний центр та єдиний населений пункт Опитнопольського сільського округу.
Населення — 4512 осіб (2021; 4704 у 2009, 4478 у 1999, 4269 у 1989).
Національний склад станом на 1989 рік:
- росіяни — 100 %